# Guy al II-lea de Montlhéry
Guy al II-lea Trousseau (d. 1109) a fost senior de Montlhéry.
Guy era fiul seniorului Milo I de Montlhéry cu Lithuisia de Blois și frate mai mare al lui Milo al II-lea, care îi va succeda ulterior la conducerea senioriei.
Având un temperament războinic, Guy a participat la prima cruciadă începând din 1096. El a fost unul dintre cei care au dezertat față de grosul armatei de cruciați în timpul asediului Antiohiei, alături de bunicul său pe linie maternă, Ștefan al II-lea de Blois), drept pentru care nu a îndrăznit să revină în Franța în mod direct, ci printr-un lung înconjur prin Epir și Italia.
Guy a avut un singur copil, o fiică, Elisabeta. În 1103, aceasta s-a căsătorit cu Filip, conte de Mantes și fiu al regelui Filip I al Franței cu Bertrada de Montfort.
1. ↑  The Peerage